# Octave Lucas
Pour les articles homonymes, voir Lucas.
Octave Lucas est un notaire et homme politique français né le 25 mai 1892 à Cherbourg (Manche) où il est mort le 28 novembre 1955.

## Biographie
Après ses études de droit, et après la Première Guerre mondiale au cours de laquelle sa conduite est qualifiée d'« héroïque », il s'établit notaire à Lessay. Il en devient maire puis conseiller général, à partir de 1926.
Candidat soutenu par la Fédération républicaine aux élections législatives de 1936, il est élu, très largement, au premier tour de scrutin, et rejoint le groupe de la Fédération. Il se spécialise sur les questions agricoles, mais aussi sur le statut des anciens combattants et des marins.
Le 10 juillet 1940, Octave Lucas vote en faveur de la remise des pleins pouvoirs au Maréchal Pétain et demeure maire de sa commune jusqu'en 1944.
Son frère Maurice Lucas devient à son tour député de la Manche, de 1946 à 1958.

## Sources
- « Octave Lucas », dans le Dictionnaire des parlementaires français (1889-1940), sous la direction de Jean Jolly, PUF, 1960 [détail de l’édition]